# Vigilance (roman)
Pour les articles homonymes, voir Vigilance.
Vigilance (titre original : Vigilance) est un roman court de science-fiction de Robert Jackson Bennett paru en 2019 puis traduit en français et publié aux éditions Le Bélial' en 2020.

## Résumé
En 2026, aux États-Unis, une tuerie de masse se déroulant dans une école est diffusée en temps réel sur les réseaux sociaux par un élève présent sur place qui filme le tout avec son téléphone portable. À l'étonnement de tous, cette diffusion sur plusieurs heures captive les Américains et les publicités qui se sont retrouvées diffusées par hasard durant ce moment-là font mouche ! L'idée de réitérer cette situation tout en essayant de la contrôler apparaît bien vite et ainsi naît l'emission de téléréalité Vigilance. Elle met en scène des tireurs lourdement armés lâchés dans un environment clos tel qu'un centre commercial. Le tireur qui en sort vivant obtient une très forte somme d'argent, tout comme la famille de ceux qui n'ont pas pu en réchapper ainsi que toute personne tuant l'un des tireurs. Afin de fournir les images et le discours exact pour capter au mieux l'attention du public ciblé, de nombreuses IA sont à l'œuvre pour modifier en temps réel tout ce qui est diffusé. Mais ce canal direct vers le cerveau de la plupart des Américains attise la convoitise de la Chine toute puissante...